# Portugals U/17-fodboldlandshold
Portugals U/17-fodboldlandshold er Portugals landshold for fodboldspillere, som er under 17 år og administreres af Federação Portuguesa de Futeboll (FPF).
| Fodbold | Spire Denne artikel om fodbold er en spire som bør udbygges. Du er velkommen til at hjælpe Wikipedia ved at udvide den. |